# Skornasaklettur
Skornasaklettur är ett berg på Suðuroy i Färöarna. Det ligger i sýslan Suðuroyar sýsla, i den södra delen av landet, 50 km söder om huvudstaden Tórshavn. Skornasaklettur ligger 283 meter över havet. Närmaste större samhälle är Vágur, 10 km söder om Skornasaklettur. 